# Sigenderang
Sigenderang is een bestuurslaag in het regentschap Karo van de provincie Noord-Sumatra, Indonesië. Sigenderang telt 251 inwoners (volkstelling 2010).